# Transatlantikregatta
Eine Transatlantikregatta (vor allem in englischen und französischen Regattanamen oft verkürzt zu Transat) ist eine Wettfahrt über den Atlantik und gehört damit zu den Hochseeregatten. Das Wort wird in der Regel für Regatten auf Segelbooten oder Segelschiffen benutzt. Die Atlantic Challenge ist ein Ruderwettbewerb über den Atlantik.
Die erste Transatlantikregatta fand 1866 statt, inzwischen gibt es neben einmaligen auch mehrere regelmäßig ausgerichtete (wiederkehrende) Wettbewerbe. Die ersten Transatlantikregatten wurden meist in West-Ost-Richtung zwischen der Ostküste der USA und Europa (oft England) über den Nordatlantik ausgetragen. Die Strecke moderner Transatlantikregatten verläuft meist in Ost-West-Richtung, wobei insbesondere französische Regatten oft nicht in die USA, sondern in die Karibik oder nach Südamerika führen.
Regelmäßige Transatlantikregatten im Segeln wurden anfangs vor allem von britischen Häfen aus gestartet, bevor dann Ende der 1970er Jahre mehr und mehr Orte an der französischen Atlantikküste diese Rolle übernahmen. Bemerkenswert ist außerdem, dass die meisten Rennen nur für Ein- oder Zweipersonen-Crews ausgeschrieben werden.

## Einmalige Regatten
- 1866: Transatlantic Race (1866) von der Sandbank Sandy Hook in New Jersey zur Isle of Wight. Sieger der vom New York Yacht Club (NYCC) im Dezember veranstalteten ersten Transatlantikregatta überhaupt wurde der NYYC-Schoner Henrietta (Eigner: James Gordon Bennett junior). Drei Schiffe nahmen teil.
- 1905: Kaiser's Cup von Sandy Hook (New Jersey) in der Bay of New York nach Lizard Point. Sieger wurde der 1903 erbaute 3-Mast-Rennschoner Atlantic; die Hamburg des Segelclubs Hamburger Verein für Seeschiffahrt (HVS) belegte Platz 6
- 1928: Transatlantikregatta 1928 von New York nach Santander
- 1931: Transatlantikregatta 1931 von Newport (Rhode Island) nach Plymouth, Sieger Dorade, konstruiert von Sparkman & Stephens
- 1935: Transatlantikregatta 1935 von Newport (Rhode Island) nach Bergen (Norwegen)
- 1936: Ozean-Wettfahrt Bermuda-Cuxhaven 1936
- 1955: Transatlantic Race (1955) von Newport (Rhode Island) nach Marstrand, Schweden, aus Anlass des 125-jährigen Bestehens des Königlich Gothenburger Yacht-Clubs ausgeschrieben von der KSSS und dem New York Yacht-Club. Sieger Carina (USA) vor der Paul-Böhling-Konstruktion Kormoran (BRD) und Circe (USA)
- 1960: 1960 Transatlantic-Race for the King of Sweden’s Cup als Zubringerregatta zum Skaw-Race von Bermuda nach Skagen aus Anlass des 100-jährigen Bestehens des Königlich Schwedischen Göteborg Yacht-Clubs. Sieger in Klasse A Ondine (USA) vor Barlovento (USA), Germania V (BRD) gefolgt von ihrer Traditionskonkurrentin der Hamburg VI des Hamburgischen Vereins Seefahrt
- 1968: Transatlantikregatta 1968 von Bermuda nach Travemünde aus Anlass des 100-jährigen Jubiläums des Norddeutschen Regatta Vereins
- 1976: American Bicentennial Trans-Atlantic Tall Ships Race, Regatta für Großsegler zum 200-jährigen Jubiläum der Unabhängigkeitserklärung der USA
- 1984: Cutty Sark Tall Ships' Race, Regatta insbesondere für Großsegler (Häfen angelaufen in Puerto Rico, Bermuda, Halifax/Neuschottland, Liverpool?)
- 1986: Course de la Liberté von Rouen nach New York aus Anlass der 100-jährigen Verschiffung der Freiheitsstatue auf dieser Strecke; 8 oder 9 Katamarane und Trimarane von 50 oder 60 Fuß Länge; Hauptsponsor Normerel NMX (frz. Computerunternehmen)[1]
- 2000: Tall Ships 2000, Großsegler-Regatta von Cádiz über Bermuda und US-Ostküsten-Häfen bis Boston, dann über Halifax/Neuschottland nach Amsterdam
- 2001: EDS Atlantic Challenge von Saint-Malo über Cuxhaven und Portsmouth nach Baltimore und Boston und zurück nach Saint-Malo (d. h. zwei Atlantiküberquerungen in Folge), Boote: Open 60
- 2003: DaimlerChrysler North Atlantic Challenge von Newport (Rhode Island) nach Cuxhaven
- 2005: Rolex Transatlantic Challenge
- 2007: HSH Nordbank blue race von Newport (Rhode Island) nach Cuxhaven
- 2009: Tall Ships Atlantic Challenge 2009, Regatta für Einrumpfboote einschließlich Großseglern, im Rahmen der Tall Ships’ Races (Häfen angelaufen in Spanien, auf den Kanaren, den Bermuda, in den USA, Kanada und Nordirland)

## Wiederkehrende Segelregatten

### Ost-West-Richtung
- Single-Handed Transatlantic Race (kurz STAR; urspr. „Observer Single-Handed Trans-Atlantic Race“, kurz OSTAR; ab 1980 wechselnde Sponsoren), seit 1960 alle vier Jahre stattfindende Einhandregatta von Plymouth (England) in die USA; nach 2000 aufgeteilt in:
  - The Transat[2] – vierjährlich stattfindende Regatta für Segelprofis (seit 2004)
  - OSTAR[3] (Original Single-Handed Trans-Atlantic Race) – vierjährlich stattfindende Regatta für Amateure (seit 2005)
- Two-Handed Trans-Atlantic Race (TwoSTAR) – von 1981 bis 1994 ca. alle vier Jahre stattfindende Regatta für zweiköpfige Mannschaften mit der gleichen Route wie das OSTAR (siehe oben), für Ein- und Mehrrumpfboote
- Mini-Transat (auch: Transat 650) – zweijährlich stattfindende Einhandregatta über den Atlantik für Einrumpfboote, urspr. von England, seit 1985 von Frankreich aus in die Antillen, seit 1977
- Atlantic Rally for Cruisers – eine seit 1986 jährlich stattfindende Wettfahrt für Regatta- und Fahrtensegler von Gran Canaria zu den Kleinen Antillen
- Route du Rhum – alle vier Jahre stattfindende Einhandregatta von Frankreich (bei Saint-Malo) zur Karibikinsel Guadeloupe, Ein- und Mehrrumpfboote, seit 1978
- Transat Jacques Vabre – alle zwei Jahre von Le Havre nach Süd- oder Mittelamerika (2009: Costa Rica), Ein- und Mehrrumpfyachten mit jeweils zweiköpfiger Mannschaft, seit 1993
- Transat AG2R – alle zwei Jahre von Frankreich in die Antillen, auf Einrumpfbooten (Typ Figaro Bénéteau) mit zweiköpfiger Mannschaft, seit 1992
- Transquadra – Etappenregatta von Nantes/Saint-Nazaire nach Madeira und einige Monate später weiter nach Martinique für Amateure ab 40 Jahren, alle drei Jahre seit 1993[4]
- Transat BPE (früher Trophée BPE) – seit 2001 alle zwei Jahre durchgeführte Regatta von Frankreich in die Antillen; 2001 und 2003 für zweiköpfige Mannschaften, 2005 bis 2009 für Einhandsegler; Boote: Figaro Bénéteau
- Solidaire du Chocolat – von Saint-Nazaire (Frankreich) nach Progreso (Mexiko), Class40-Boote, bisher 2009 und 2012

### West-Ost-Richtung
- Transat Québec-Saint-Malo – alle vier Jahre von Québec (Kanada) nach Saint-Malo (Frankreich), seit 1984
- Retour à la Base (ehemals Transat B to B, kurz für „back to Brittany“) – Einhandregatta ausschließlich für Open-60-Yachten alle vier Jahre vom Ziel der Transat Jacques Vabre zurück in die Bretagne, seit 2007 (2019 ausgefallen)

## Wiederkehrende Ruderregatten
- Atlantic Challenge (von 1997 bis 2011 Atlantic Rowing Race) – von den Kanaren (seit 2003 San Sebastián de La Gomera) in die Karibik (seit 2004 Antigua), seit 2015 jährlich